# Angehöriger des rechtskundigen Dienstes bei den Sicherheitsbehörden

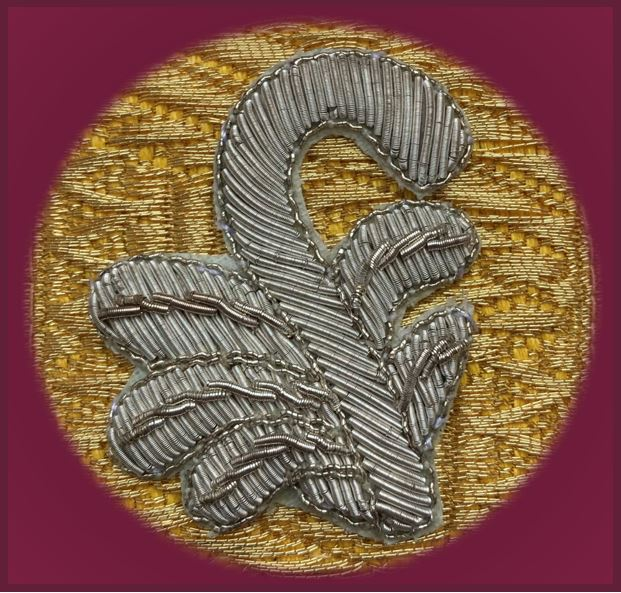
Akanthusornament, Symbol des rechtskundigen Dienstes bei den Sicherheitsbehörden

Ein Angehöriger des rechtskundigen Dienstes bei den Sicherheitsbehörden (Polizeijurist) in Österreich ist ein Organ des öffentlichen Sicherheitsdienstes, das nicht nur juristisch tätig ist, sondern darüber hinaus auch Exekutivdienst versieht. Er ist in einer Doppelfunktion tätig: Einerseits vertritt er die Behörde, andererseits ist er als Exekutivorgan auch zur Anwendung unmittelbarer Befehls- und Zwangsgewalt ermächtigt. Umgangssprachlich sind Angehörige des rechtskundigen Dienstes besser unter der Bezeichnung „Polizeijurist“ bzw. „Konzeptsbeamter“ bekannt.

## Amtstitel
- Ministerialrat
- Hofrat
- Oberrat
- Rat
- Kommissär

Darüber hinaus gibt es mitunter noch folgende Verwendungsbezeichnungen:
- Generaldirektor für die öffentliche Sicherheit: Leiter der Generaldirektion für die öffentliche Sicherheit
- Landespolizeipräsident: Leiter der Landespolizeidirektion Wien
- Landespolizeivizepräsident: Stv. Leiter der Landespolizeidirektion Wien
- Landespolizeidirektor: Leiter einer Landespolizeidirektion außerhalb Wiens
- Stadthauptmann: Leiter eines Polizeikommissariats[1]

Die Angehörigen des rechtskundigen Dienstes sind erkennbar an ihren unverwechselbaren Distinktionen. Abhängig von ihrer konkreten Aufgabe versehen sie ihren Dienst in Polizeiuniform oder Zivil.

## Bekannte Angehörige des rechtskundigen Dienstes bei den Sicherheitsbehörden
- Herbert Anderl
- Ernst Geiger
- Peter Goldgruber
- Gerhard Pürstl
- Peter Stiedl

## Überparteiliche Standesvertretung
Die Vereinigung der Juristinnen und Juristen Österreichischer Sicherheitsbehörden (JÖS) ist eine überparteiliche Standesvertretung, die sich die Unterstützung und Vertretung der beruflichen, ideellen, materiellen und sozialen Interessen der Angehörigen des rechtskundigen Dienstes bei den Sicherheitsbehörden, die Wahrung und Stärkung der Rechtsstaatlichkeit Österreichs sowie die Förderung einer modernen Sicherheitsverwaltung zum Ziel gesetzt hat. Die Vereinigung besteht seit 1990 und ihr gehören Juristen, andere Akademiker und Absolventen des „Aufstiegskurses A“ des Innenressorts, der  Landespolizeidirektionen, des Rechnungshofs  sowie von Bezirkshauptmannschaften und Verwaltungsgerichten an.

## Einsatzgebiet innerhalb der Sicherheitsbehörden
Das Themenfeld, in welchem Angehörige des rechtskundigen Dienstes eingesetzt werden, ist breit und könnte unterschiedlicher kaum sein. So werden diese etwa in Polizeikommissariaten, Referaten, Büros und Abteilungen der Landespolizeidirektionen (LPD), im Innenministerium (BM.I) sowie in den, diesem organisatorisch zugehörigen, Ämtern (Bundeskriminalamt, Bundesamt zur Korruptionsprävention und Korruptionsbekämpfung, Direktion Staatsschutz und Nachrichtendienst, Direktion Spezialeinheiten) bzw. in sonstigen ministeriellen Organisationseinheiten eingesetzt (z. B. als Generaldirektor für die öffentliche Sicherheit oder als Generalsekretär). Zu den Aufgaben der Angehörigen des rechtskundigen Dienstes gehören jedoch nicht nur rein juristische Tätigkeiten. Das Spektrum umfasst je nach Einsatzgebiet operative wie auch strategische Themenfelder. Die Tätigkeit in den Zentralstellen ist sehr spezialisiert, wohingegen in den traditionell operativ ausgerichteten Polizeikommissariaten ein allgemeineres, dafür breiteres Wissen erforderlich ist.

## Aufgabengebiet in den Polizeikommissariaten
Polizeikommissariate wurden zur Wahrnehmung der Aufgaben als Sicherheitsbehörde 1. Instanz eingerichtet. In den Polizeikommissariaten sind neben Verwaltungsbediensteten unter anderem auch Angehörige des rechtskundigen Dienstes beschäftigt. Diese sind ebenso wie die Angehörigen des Wachkörpers Bundespolizei Organe des öffentlichen Sicherheitsdienstes und versehen wie diese Exekutivdienst. Die Angehörigen des rechtskundigen Dienstes sind in einer Doppelfunktion tätig. Sie üben einerseits die Funktion approbationsbefugter Vertreter des Behördenleiters mit entsprechenden Behördenbefugnissen aus und sind andererseits auch zur Anwendung unmittelbarer Befehls- und Zwangsgewalt inkl. Ausübung der Organbefugnisse ermächtigt.

### Angehörige des rechtskundigen Dienstes bei der Landespolizeidirektion Wien
Die neun Landespolizeidirektionen können mittels interner Geschäftsordnung die Zuständigkeiten ihrer einzelnen Organisationseinheiten regeln. Bei der mit Abstand größten, der Landespolizeidirektion Wien, wurde dies wie folgt normiert: Den Polizeikommissariaten sind zur Erfüllung ihrer Aufgabe als Sicherheitsbehörde I. Instanz Stadtpolizeikommanden zur Dienstverrichtung zugewiesen. Der Leiter eines Polizeikommissariats, ein Angehöriger des rechtskundigen Dienstes, führt die Bezeichnung „Stadthauptmann“, der Leiter eines Stadtpolizeikommandos, ein leitender Beamter des Wachkörpers Bundespolizei, die Bezeichnung „Stadtpolizeikommandant“. Der Stadtpolizeikommandant ist dem Stadthauptmann für die sachgerechte Besorgung der ihm zugewiesenen Aufgaben unmittelbar verantwortlich. Den Angehörigen des rechtskundigen Dienstes kommt im Umfang ihrer sachlichen Zuständigkeit Weisungsbefugnis gegenüber jenen Angehörigen des Wachkörpers Bundespolizei zu, die in diesem Bereich Vollzugsaufgaben erledigen.

#### Juristischer Journaldienst in den Polizeikommissariaten
Bei den Polizeikommissariaten ist für unaufschiebbare Aufgaben ein Journaldienst mit einem Angehörigen des rechtskundigen Dienstes eingerichtet. Dieser unterstützt die Polizeibeamten der Bezirke mit seiner Rechtsexpertise und erteilt auch entsprechende Behördenaufträge. Überdies werden von ihm Strafverhandlungen mit Verwaltungshäftlingen durchgeführt sowie Amtshandlungen wegen des Widerstandes gegen die Staatsgewalt (§ 269 StGB) bzw. tätlichen Angriffes (§ 270 StGB) geführt. Im Falle von Leichenfunden wird unter bestimmten Voraussetzungen eine „Kriminalpolizeiliche Kommission“ zusammengestellt. Diese dient in erster Linie der Feststellung von Anhaltspunkten über das Vorliegen von Fremdverschulden bzw. Fremdeinwirkung. Sie soll der Staatsanwaltschaft eine Entscheidungsgrundlage für die Anordnung der Obduktion oder Freigabe der Leiche bieten. Solch eine Kommissionierung ist jedenfalls bei Verdacht auf Fremdverschulden (Mord, Körperverletzung mit tödlichem Ausgang), Selbstmord, tödlichen Unfällen sowie Todesfällen, bei welchen ein Zusammenhang mit Medikamenten bzw. Suchtgift anzunehmen ist, durchzuführen. Überdies ist eine solche auch bei Todesfällen von Kindern, Säuglingen sowie beim Fund von Föten und Skelettteilen zwingend vorgesehen. Die Kommission wird vom Journaldienst versehenden Angehörigen des rechtskundigen Dienstes geleitet und besteht zusätzlich aus einem Polizeiarzt und einem Kriminalbeamten. Außerhalb der Amtsstunden übernimmt der Zentraljournaldienst die Aufgaben der Journaldienste der Polizeikommissariate. Dadurch ist eine 24/7 Abdeckung gewährleistet. Neben diesen Tätigkeiten führen Angehörige des rechtskundigen Dienstes auch Schnellrichtereinsätze durch. Solche dienen mitunter dazu, die Verkehrssicherheit zu heben und durch die unmittelbare dienstliche Wahrnehmung eine Beschleunigung der Verwaltungsstrafverfahren zu erzielen. Angehörige des rechtskundigen Dienstes werden auch als behördlicher Aufsichtsdienst verwendet, dabei leiten diese bei Großveranstaltungen nach dem Wiener Veranstaltungsgesetz (z. B. Theater, Staatsoper, Zirkusse, Konzerte etc.) den Überwachungsdienst bzw. üben bei Sportgroßveranstaltungen (z. B. Fußballspiele) oder Demonstrationen die behördliche Einsatzleitung aus.

## Historische Entwicklung
Angehörige des rechtskundigen Dienstes bei den Sicherheitsbehörden waren in der österreichischen Beamtenhierarchie schon früh fest verankert. Hermann Oberhummer weist in seinem Standardwerk über die Wiener Polizei bereits für die Periode von 1754 bis 1800 insgesamt 56 Beamte aus.
Im Kaisertum Österreich und in der Österreich-Ungarischen Monarchie stieg die Zahl beträchtlich an. Das war ein urbanes Spezifikum und Angehörige des rechtskundigen Dienstes wurden von Wien aus in jeder großen Stadt der Monarchie eingesetzt.
Im Gegensatz zu Preußen und vielen anderen Staaten des Deutschen Reiches, wo nur einige wenige Juristen an der Spitze der Polizeibehörden standen, wurde in Österreich eine beträchtliche Anzahl von juristisch gebildeten Beamten in allen Ebenen und Bereichen des Polizeidienstes verwendet. Am Land im Bereich der Gendarmerie gab es rechtskundige Beamte nur bei den Bezirksverwaltungsbehörden.

### In der 1. Republik
Die österreichische Polizeiorganisation in der 1. Republik ging auf das Organisationsstatut von 1850 zurück und wurde nahezu unverändert übernommen. Es gab damals 270 Planstellen für Angehörige des rechtskundigen Dienstes und das in einer Zeit größter wirtschaftlicher Not. Die Juristen wurden nicht nur in den Bezirkspolizeikommissariaten und Ämtern der Polizeidirektion, sondern auch im Wachkörper eingesetzt. In der Sicherheitswache waren 45 Planstellen mit Juristen besetzt, darunter Fachreferate im Generalinspektorat, aber ebenso in der Alarmabteilung, der berittenen Abteilung und in allen großen Bezirksabteilungen. Der hohe Anteil an Juristen ermöglichte der Bevölkerung im Journaldienst den direkten Zugang zu einem rechtskundigen Beamten. Alle Führungsfunktionen waren damals mit juristisch gebildeten Beamten besetzt, die überdies noch Reserveoffiziere waren und großteils im Ersten Weltkrieg gedient hatten.

### Im Nationalsozialismus
Durch den Anschluss Österreichs an das Deutsche Reich wurde das deutsche Polizeisystem, wo Heinrich Himmler als Reichsführer-SS Chef der deutschen Polizei war, übernommen. Ziel war die Verschmelzung von Polizei und SS zu einem Staatsschutzkorps. Juristen waren in dieser Organisation nicht vorgesehen. Trotzdem wurde der überwiegende Teil der Angehörigen des rechtskundigen Dienstes in das deutsche System übernommen, wenngleich mit herabgesetzten Dienstgraden und nicht mehr in den Spitzenführungspositionen vertreten. Als Chef des Reichssicherheitshauptamtes stieg der Österreicher Ernst Kaltenbrunner auf. Die Juristen Otto Steinhäusl und nach ihm Leo Gotzmann leiteten während der Nazizeit die Wiener Polizeidirektion.

### In der 2. Republik
Nach der Befreiung Österreichs durch die Rote Armee und einem kurzen Intermezzo des Polizeilichen Hilfsdienstes wurde die Bundespolizeidirektion Wien und danach auch die Polizeidirektionen und Polizeikommissariate in den Bundesländern wieder eingerichtet. Die Organisationsform aus Zeiten von Monarchie und 1. Republik wurde mit geringen Veränderungen übernommen. Angehörige des rechtskundigen Dienstes wurden auf allen Ebenen und in Führungsfunktionen wieder eingestellt.